# ヘア湾 (ニューファンドランド・ラブラドール州)
ヘア湾（ヘアわん、英語: Hare Bay）はカナダのニューファンドランド・ラブラドール州、ニューファンドランド島のグレート・ノーザン半島東部に位置する天然の港湾。
ヘア湾にはヘア湾島嶼生態保護区（Hare Bay Islands Ecological Reserve）があり、やや大きい港湾でありながら近くの集落はメイン・ブルックとグース・コヴしかない。
1744年のニューファンドランド戦役において戦場になっている。